# Matthew Taylor
Matthew Simon Taylor (Oxford, 27 de noviembre de 1981) es un exfutbolista y entrenador inglés que jugaba como centrocampista. Desde enero de 2025 dirige al Solihull Moors F. C. de la National League.

## Biografía
Se crio en la cantera del Luton Town F. C. hasta que fue descubierto por el Portsmouth F. C. donde jugó 5 años. A mediados de 2008, rechazó la oferta del Sunderland A. F. C. y fue traspasado por 4 millones de libras al Bolton Wanderers F. C.
En marzo de 2019 anunció su retirada al final de la temporada. Tras colgar las botas fichó por el Tottenham Hotspur F. C. para entrenar a su equipo sub-18.
Dejó la cantera del equipo londinense después de dos años tras llegarle la oportunidad de dirigir al Walsall F. C. Fue destituido en febrero de 2022 después de siete derrotas consecutivas y habiendo ganado nueve de treinta y seis partidos. Desde entonces estuvo sin equipo hasta que en junio de 2023 fue contratado por el Shrewsbury Town F. C., club que lo despidió el siguiente mes de enero tras perder siete de los anteriores ocho encuentros.
En mayo de 2024 inició una nueva etapa en los banquillos después de unirse al Wealdstone F. C. Clasificó al equipo para la segunda ronda de la FA Cup por primera vez en cuarenta años y en enero activó una cláusula en su contrato para marcharse al Solihull Moors F. C.

## Selección nacional
Fue internacional con la selección de fútbol sub-21 de Inglaterra.

## Clubes

### Como jugador
| Club                   | País       | Año       |
| ---------------------- | ---------- | --------- |
| Luton Town F. C.       | Inglaterra | 1999-2002 |
| Portsmouth F. C.       | Inglaterra | 2003-2008 |
| Bolton Wanderers F. C. | Inglaterra | 2008-2011 |
| West Ham United F. C.  | Inglaterra | 2011-2014 |
| Burnley F. C.          | Inglaterra | 2014-2016 |
| Northampton Town F. C. | Inglaterra | 2016-2017 |
| Swindon Town F. C.     | Inglaterra | 2017-2019 |

### Como entrenador
| Club                           | País       | Año       |
| ------------------------------ | ---------- | --------- |
| Tottenham Hotspur F. C. sub-18 | Inglaterra | 2019-2021 |
| Walsall F. C.                  | Inglaterra | 2021-2022 |
| Shrewsbury Town F. C.          | Inglaterra | 2023-2024 |
| Wealdstone F. C.               | Inglaterra | 2024-2025 |
| Solihull Moors F. C.           | Inglaterra | 2025-     |

## Palmarés

### Campeonatos nacionales
| Título                       | Club             | País       | Año  |
| ---------------------------- | ---------------- | ---------- | ---- |
| Football League Championship | Portsmouth F. C. | Inglaterra | 2003 |